# Рубаија
Рубаија (перс. رباعی) је врста катрена (четворостиха) карактеристична за персијску поезију и у оквиру исте једна од најомиљенијих форми. У Персији скоро да није било песника који се није опробао у стварању рубаија. То је кратка форма која епиграматичном краткоћом изражава једну мисао, па је веома блиска грчком епиграму. Неговали су је многи персијски песници, али нико није достигао умеће персијског научника и песника Омара Хајама.

## Историја
Настанак рубаије везује се за персијску усмену народну књижевност, тачније за поетску форму звану дубајти (два бејта, односно два стиха). Прво помињање рубаије региструје се у 10. веку.

## Етимологија
Реч рубаија арапског је порекла (рубаи), што значи „по четири”, „четворострук” и слично.

## Форма и метрика
| Једна рубаија Омара Хајама у преводу Фехима Бајрактаревића                                                                             |
| Када умрем вином мене окупајте С пехаром и вином мени талкин дајте А на судњем дану ако ме тражите Испод прага крчме земљу раскопајте! |

Свака је рубаија песма за себе. Понекад две рубаије могу бити садржински повезане, али свака мора представљати једну целину по облику и садржају. Рубаија је састављена од 4 стиха (врло ретко од пет). У песми се римују први, други и четврти стих (према схеми aaba), док трећи, по правилу, остаје без риме. Дужина стихова варира и креће се у интервалу од 6 до 12 слогова.
Иако је свака рубаија целина за себе, оне се ипак у персијском оригиналу ређају по извесном реду:
- по садржини
- по абецеди последњег слова риме
- по двострукој абецеди, где се пази и на почетно слово строфе[5]

Када је реч о садржини, прва два стиха врло концизно дају увод, трећи долази као опрека или преокрет и по правилу има риму другачију од осталих, док је у четвртом дато решење - поента песме. Он се римује са прва два стиха. Наравно, оваква схема није канонизована. Честа су и бројна одступања, па се понекад римују и сва четири стиха (схема aaaa). Неретко су у рубаије, уз речи које су римоване, биле додаване једна или две речи које се понављају, а које се називају редиф. Редиф не представља оно што се у западној култури подразумијева под рефреном, па та два појма не треба посматрати исто.

## Познати рубаисти
У стварању рубаија опробали су се многи персијски песници, међу којима су Џелалудин Руми и Мухамед Шемсудин Хафиз, али је највеће домете досегао научник и песник Омар Хајам, који је живео и стварао крајем 12. и почетком 13. века.

## Рубаије у Западном свету и код нас
Рубаију као песничку форму Европа је упознала половином 19. века, захваљујући енглеском песнику и преводиоцу Едварду Фицџералду, који је 1859. објавио збирку под насловом Рубаије Омара Хајама. Иако у слободном преводу (или можда управо због тога), Хајамове рубаије постале су изузетно популарне, прво у Енглеској, а затим и широм света и преведене су на многе светске језике. Омар Хајам сматра најпознатијим песником Истока на Западу.
Рубаија као песничка форма на нашим просторима није заживела и ретко се употребљава. Разлог томе лежи у анимозитету према некадашњим политичким непријатељима, односно вишевековној турској владавини на овим просторима. Тај анимозитет исказивао се не само према историјским делима, већ и према лепој књижевности. То се унеколико променило под утицајем немачких оријенталистичких песника, а познато је да и Гете спадао у занесене поштоваоце источних, а посебно персијских песника. О овој појави Скерлић је писао: „Омладински песници, канибалски расположени према Турцима” и нешто касније „наши песници туркофоби, како се само може замислити, парадоксално су постали занети поклоници муслиманске поезије”. Прве рубаије код нас објавио је Јован Јовановић Змај у збирци поезије источњачких песника „Источни бисер“ из 1861. године. Један од најбољих и најпопуларнијих превода на српски језик објавио је Фехим Бајрактаревић, пионир балканске научне оријенталистике, 1964. године.